# Донецький національний академічний український музично-драматичний театр
Донецький академічний український музично-драматичний театр — драматичний театр в Донецьку, заснований режисерами В. Василько та О. Загаровим. Театр — лауреат Національної премії України імені Тараса Шевченка. Станом на 2012 рік художній керівник театру — Бровун Марк Матвійович, народний артист України.
Художній керівник з 1994 по 2012 р. був Марк Матвійович Бровун, народний артист України, лауреат Національної премії України ім. Т. Г. Шевченка. З 2012 р. генеральний директор-художній керівник театру — Волкова Наталія Марківна, заслужений діяч мистецтв України.
Театр має 5 сцен: велика, мала, експериментальна сцени, Театральна вітальня та Червона зала.

## Історія

### Від створення до ІІ Світової війни
Творча біографія театру розпочалася 1927 року, коли в Червонозаводському районі міста Харків (тоді столиці України) було створено український робітничий театр, який мав виконувати культурно-просвітницьку місію на сході України. Основу трупи склали актори Харківського державного народного театру та славнозвісного «Березолю». Першим керівником став вихованець В. Немировича-Данченка, відомий режисер О. Загаров, а через рік художнім керівником було призначено учня Л. Курбаса, видатного режисера, у майбутньому – народного артиста України В. Василька.
У 1930 році в рамках Всесоюзної олімпіади мистецтв відбулися гастролі колективу в Москві, де Україну представляли лише два театри, серед яких і Харківський червонозаводський державний український драматичний театр.
У 1933 році, за пропозицією Народного комісаріату освіти України, вже зрілий на той час творчий колектив було переведено до Донецька (тоді ще Сталіно), де він відкрив свій перший сезон 7 листопада 1933 року прем'єрою драми І. Микитенка «Бастилія божої матері».
Театр став провідним колективом Донбасу та одним з кращих театрів України, чому значно сприяли оригінальність та різноманітність репертуару, загальна висока культура та самобутність творчого обличчя колективу. Основу трупи того періоду складали: Л. Гаккебуш, Г. Чайка, М. Ільченко, Р. Чалишенко, С. Левченко, Ю. Розумовська, Г. Петровська, В. Добровольський, Є. Чупилко, І. Савускан, В. Грипак, О. Воронцов, К. Євтимович, Е. Винников, Д. Лазуренко, В. Довбищенко, а також учні В. Василька, майбутні режисери М. Смирнов, П. Ковтуненко, В. Гаккебуш. Кращими виставами були визнані: «Марко в Пеклі», «Пісня про Свічку» І. Кочерги, «Леон Кутюр'є» за Б. Лавреньовим, «Гайдамаки» Л. Курбаса за Т. Шевченком, «Диктатура» І. Микитенка, «Макбет» В. Шекспіра, «Васса Желєзнова» М. Горького, «Платон Кречет» О. Корнійчука. Саме на Донбасі в репертуарі театру з'являються музичні вистави – від народної опери «Наталка Полтавка» до трагедії «Борис Годунов».
За перші 10 років творчої діяльності театр відвідав не тільки великі міста Донбасу (Ворошиловград, Маріуполь, Горлівка, Артемівськ, Макіївка, Слов'янськ), але й Баку, Мінськ, Вітебськ, Гомель, Могильов, Ленінград, Горький, Ростов-на-Дону, Київ.
Початок Великої вітчизняної війни перервав творчу роботу. Сталінський театр не був повністю евакуйований: більшість членів колективу пішли на фронт. Невелика група акторів злилась з рештками трупи Артемівського театру і була евакуйована до Кзил-Орди (Казахська РСР). Перша вистава новоствореного Театру музичної комедії і драми імені Артема була показана 11 жовтня 1941 року. Інша, дещо більша група, по дорозі в Середню Азію об'єдналась з Горлівським театром і під назвою Сталінський драматичний театр працювала в м. Джелалабад Киргизької РСР.

### Театр у міжвоєнний час
Після визволення Донбасу, в січні та березні 1944 року обидві групи трупи повернулися до Сталіно. Формується остаточний склад трупи Сталінського державного українського музично-драматичного театру ім. Артема. В цей час ядро трупи становили досвідчені майстри сцени: С. Коханий, І. Корж, П. Польова, К. Даценко, К. Рябцев, Т. Кужіль, режисери Л. Южанський і В. Гаккебуш, талановита акторська молодь — В. Загаєвський, М. Адамська, М. Протасенко, Х. Негримовський, Ю. Галинський, Л. Усатенко, О. Малич. А згодом трупу поповнили Н. Харченко, Т. Авдієнко, А. Бобіна, М. Бондаренко, І. Молошніков, О. Акімов, А. Бурлюк, Г. Горшков, М. Крамар, М. Гладнєв, М. Крутюк, Є. Колодько, Євгенія Воробйова та інші талановиті актори, деякі з них і досі працюють на сцені театру.
Останні 30 років були часом творчого злету театру, формування та втілення нових методів творчого та адміністративного керівництва, завоювання любові та прихильності глядачів, розширення творчих можливостей та завоювання високого авторитету серед колег. Цей період відзначений такими «знаковими» для театру постановками: «Роксолана» П. Загребельного, «Народний Малахій» М. Куліша, «Емігранти» С. Мрожека, «Дон Жуан» Ж.-Б. Мольєра, «Ми, що нижче підписалися» О. Гельмана, «За двома зайцями» за М. Старицьким, «Зойчина квартира» М. Булгакова, «Поминальна молитва» Г. Горіна за Шолом-Алейхемом, «Ревізор» М. Гоголя, «Енеїда» за І. Котляревським, «У джазі тільки дівчата» О. Аркадіна-Школьніка та іншими. У 1995–99 та у 2012 режисером театру працював Олексій Кравчук.
За видатні досягнення у розвитку українського театрального мистецтва Донецькому обласному українському музично-драматичному театру вперше в історії незалежної України 28 вересня 2001 року у було надано почесний статус академічного.
26 листопада 2009 року Указом Президента України театру було надано статус національного.
З 1994 по 2012 рік художнім керівником театру був Бровун Марк Матвійович, народний артист України, лауреат Національної премії України імені Тараса Шевченка.
З 2012 року генеральний директор-художній керівник театру — Волкова Наталія Марківна, заслужений діяч мистецтв України.

### Окупація ДНР
З окупацією ДНР театр фактично перейшов під контроль сепаратистів, відмовившись у своїй назві від прикметника «український», та відмовившись від української мови виконання. За словами директора театру, Н.Волкової, 
|  | «В усіх наших діях і бажаннях підтримку ми знайшли саме в рамках Донецької Народної Республіки. В тому числі й у питанні заробітної плати — це результат проявленої турботи з боку керівництва, зокрема, голови ДНР Олександра Захарченка. Україна в цьому питанні самоусунулась» |

.
Артисти театру беруть участь в урочистих заходах ДНР, зокрема керівник музичної групи театру Михайло Хохлов є автором пісні «Великий Донбас», яку ДНР визнало своїм офіційним гімном.

## Приміщення

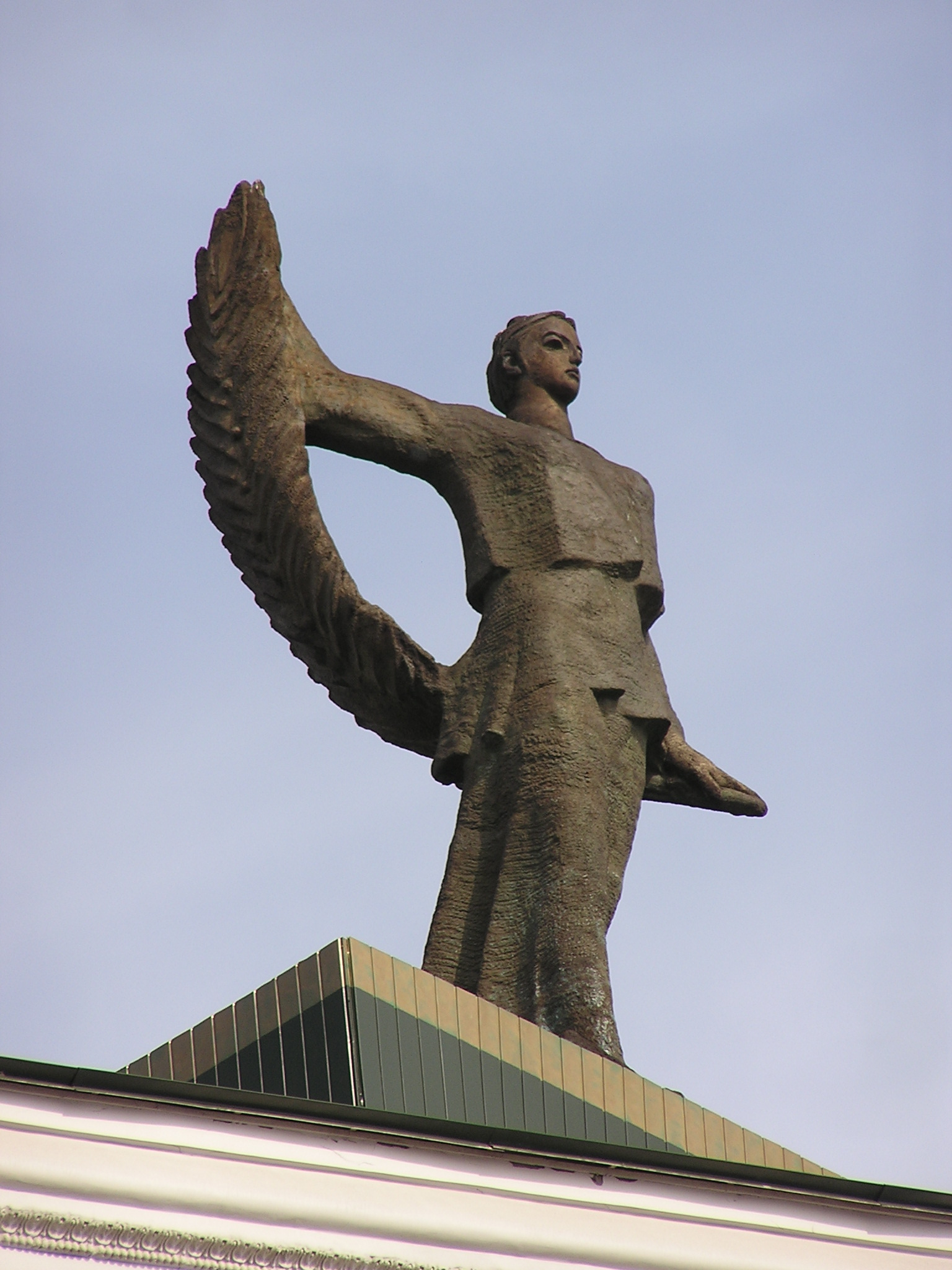
Статуя Мельпомени на фронтоні театру

Довгий час, не маючи власної будівлі, театр працював у приміщенні Донецького музичного театру (з 1947 р. — Донецький театр опери і балету). Лише в кінці 1952 Державним інститутом проектування театрів («Гіпротеатр») на чолі з директором М. Гончаровим буде складений технічний проект театру.
Типовий проект театру був розроблений колективом працівників під керівництвом архітектора Є. Чечик. Своє бачення прикрасити його фронтон висловив Ернст Неізвестний, він навіть надав ескізи скульптурних груп, але вони були відхилені на основі постанови ЦК КПРС та Ради Міністрів СРСР від 1955 "Про ліквідацію надуживання в проектуванні та будівництві ".
4 лютого 1961 колектив театру в'їхав в нове п'ятиповерхове приміщення. Струнка колонада з фронтоном добре сприймалась з великої відстані. Глядацький зал мав підковоподібну форму. У партері, балконах, ложах розміщувалось 1000 глядачів. Форма залу та його об'єм забезпечували гарну акустику. Кольорове рішення інтер'єру було здійснене у спокійних та приємних тонах. Крісла — сірого кольору. Загальний об'єм театру становив 43 тисячі кубічних метрів.
У 2005 завершено реконструкцію будівлі театру та облаштування прилеглої території, що здійснювалися без перерви творчої діяльності колективу. У результаті чого на Донеччині з'явився унікальний театральний комплекс з п'ятьма сценами, що дають необмежені можливості для творчої реалізації.
14 березня 2005 на фронтоні театру було встановлено статую Мельпомени, яка тримає в руках пальмову гілку. Висота скульптури становить 3,5 метри, вага — біля тонни. Автор — скульптор Ю. І. Балдін.

## Трупа
Трупа театру є збалансованою за віковими та статевими категоріями, має такі потенційні творчі можливості, які дозволяють здійснювати складні мистецькі проекти. У театрі працює високопрофесійний оркестр під керівництвом головного диригента заслуженого діяча мистецтв України Є. Кулакова та група артистів-вокалістів під керівництвом головного хормейстера заслуженого діяча мистецтв України Т. Пащук, сформовано професійну балетну групу під керівництвом головного балетмейстера заслуженого діяча мистецтв України В. Маслія.
В одній з вистав театру був зайнятий Сергій Крутіков — музикант, лідер групи «Михей та Джуманджи».
У групі театру працюють чимало народних та заслужених артистів України:
- Олена Хохлаткіна, народна артистка України
- Михайло Бондаренко, заслужений артист України
- Андрій Бориславський, заслужений артист України
- Василь Гладнєв, заслужений артист України
- Любов Доброноженко, заслужена артистка Україна
- Віктор Жданов, заслужений артист України
- Володимир Квасниця, заслужений артист України
- Сергій Лупільцев, заслужений артист України
- Андрій Романій, заслужений артист України
- Тетяна Романюк, заслужена артистка України
- Руслан Слабунов, заслужений артист України
- Галина Скриннік, заслужена артистка України
- Дмитро Федоров, заслужений артист України
- В'ячеслав Хохлов, заслужений артист України
- Володимир Швець, заслужений артист України

## Творчість
Чільне місце в репертуарі театру посідає українська п'єса. На донецькій сцені йшли: «Наталка Полтавка», «Москаль-чарівник», «Енеїда» І. Котляревського, «Сватання на Гончарівці», «Шельменко-денщик», «Блакитна турецька шаль», «Бой-жінка» та «Відьма» Г. Квітки-Основ'яненка, «Мати-наймичка», «Думи мої…» за Т. Шевченком, «Суєта», «Сто тисяч» І. Карпенка-Карого, «По ревізії», «Пошились у дурні», «По щучому велінню» М. Кропивницького, «Зілля» за О. Кобилянською, «За двома зайцями», «Циганка Аза», «Майська ніч» М. Старицького, «Хто сміється — тому не минеться» І. Тендетнікова, «Сужена-неогужена» Олени Пчілки, «Оргія», «Кассандра» Лесі Українки, «Закон» В. Винниченка, «Свіччине весілля», «Фея гіркого мигдалю» І. Кочерги, «Народний Малахій», «Тьотя Мотя прієхала…» за п'єсою «Мина Мазайло» М. Куліша, «Роксолана» П. Загребельного, «Побачення у часі» за В. Стусом, «Обережно, злий лев!», «Кохання у стилі бароко» Я. Стельмаха та інші.
Звертаючись до світової драматургії, театр обирає до репертуару твори різних стилів та напрямків: «Дванадцята ніч», «Приборкання норовливої» В. Шекспіра, «Калі гула» А. Камю, «Ревізор», «Різдвяна ніч», «Сорочинський ярмарок» М. Гоголя, «Підступність і кохання» Ф.Шиллера, «Маркіза де Сад» Ю. Месіми, «Учитель танців» Лопе де Веги, «Витівки Скапена» Ж.-Б. Мольєра, опера «Весілля Фігаро» В.-А. Моцарта на лібрето Л. да Понте, «Поминальна молитва» Г. Горіна за Шолом-Алейхемом, «Милий друг» Гі де Мопассана, «Подвійне життя, або Мадемуазель-хитрунка» за оперетою Ф. Ерве, «Дамський майстер» Ж.Фейдо, "Тітка Чарлей" за мотивами пьесы Бр.Томаса, «Коломба» Ж. Ануя, «Зойчина квартира», «Навіжений Жур ден» М. Булгакова, «У джазі тільки дівчата» О. Аркадіна-Школьніка за мотивами відомого кінофільму Б. Вайлдера та інші.
Значною подією в творчому житті колективу стало відкриття Малої сцени, створеної в процесі капітальної реконструкції театру. Цей майданчик для творчих пошуків та сміливих експериментів завоював прихильність багатьох глядачів. Тут вже побачили життя вистави: «Три жарти» («Ведмідь. Освідчення. Ювілей.») А. Чехова, «Анекдоти» О. Вампілова, «Дев'ять ночей… дев'ять життів» М. Вішнєка, «Холодильники» М. Фратті, «Любофь» М. Шизгала, «Думи мої…» за Т. Шевченком, «Кавказька рулетка» В. Мережка, «Контрабас» П. Зюскінда, «Хто боїться Вірджинії Вулф?» Е. Олбі, рок-опера «Вівісекція» О. Коломійцева, «Скляний звіринець» Т. Вільямса, «Осіння соната» І. Бергмана, «Холостяки і холостячки» Х. Левіна тощо.
Велику увагу театр приділяє вихованню юних глядачів, для них завжди бралися до постановки тільки найкращі казки: «Василиса Прекрасна», «Кіт у чоботях» С. Прокоф'єва, Г. Сабгір, «Червоненька квіточка» Л. Браусевича, І. Карнаухової, «Котигорошко» О. Шияна, «Лускунчик» за А. Гофманом, «Мар'я краса — золота коса» А. Вербеця, «Обережно, злий лев!», «Аладін» Я. Стельмаха, «Трям, здрастуй!» С. Козлова, «Усі миші люблять сир» Д. Урбана, «Принцеса-невидимка» В. Зиміна, «Пригоди Буратіно» за О. Толстим, «Чарівники країни Оз» за Л.-Ф. Баумом, «День народження кота Леопольда» А. Хайта, О. Левенбука, «Хоробре серце» В. Понізова, «Фарбований лис» за І. Франком «Пеппі Довгапанчоха» за А. Лінтгрен, «Морозко» за народною казкою та багато інших.
Театр працює на п'яти сценічних майданчиках: Основна (велика), Мала, Експериментальна сцени, Театральна вітальня та Червона зала. В репертуарі — понад 45 вистав.
Творчою перемогою колективу театру стало здобуття 2003 р. виставою «Енеїда» за І. Котляревським Національної премії України ім. Т. Г. Шевченка. Лауреатами стали режисер-постановник спектаклю Віктор Шулаков та художній керівник-генеральний директор театру Марко Бровун.
У стінах театру народилась ідея проведення регіональних театральних фестивалів — «Театральний Донбасс» та «Золотий ключик». Вистави театру ставали лауреатами двох всеукраїнських фестивалів: «Мельпомена Таврії» і "До нас їде «Ревізор». За значний внесок у розвиток культури регіону колектив театру було нагороджено дипломом та пам'ятним сувеніром міжнародного фестивалю «Золотий Скіф-97», а у 2000 р. — Почесною грамотою благодійного фонду розвитку та популяризації Донбасу «Золотий Скіф».

## Репертуар сезон 2013—2014
Велика сцена
- «Сорочинський ярмарок» за М.Гоголем
- «Одруження» М.Гоголь
- «За двома зайцями» за М.Старицьким
- «Подвійне життя, або Мадемуазель-хитрунка» Ф.Ерве
- «Тьотя Мотя прієхала…» М.Куліш
- «Зойчина квартира» М.Булгаков
- «Звичайне диво» Є.Шварц
- «Суто жіночі ігри» К. Б. Люс
- «У джазі тільки дівчата» О.Аркадін-Школьнік

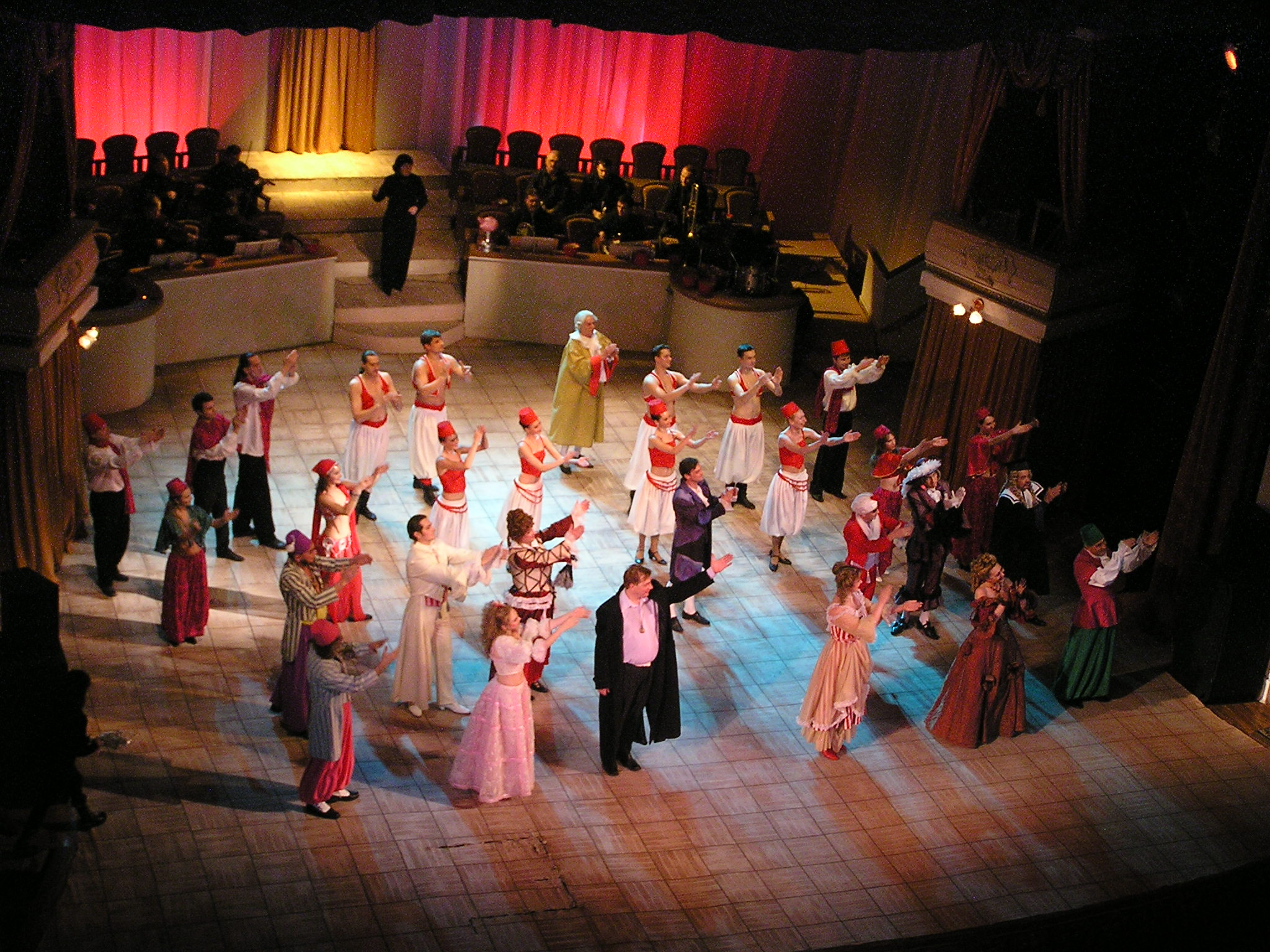
Вистава «Навіжений Журден»

- «Помри — я одружусь!» Е.де Філіппо
- «Боїнг-Боїнг» М.Камолетті
- «Три мушкетери» М.Дунаєвський, М.Розовський, Ю.Ряшенцев за О.Дюма
- «Ladies night.Тільки для жінок» С.Сінклер, Е.МакКартен
- «Шикарне весілля» Р.Хоудон
- «Мою дружину звуть Моріс» Р.Шарт
- «Історії нашого двору» за мотивами пісень 60-70-х рр.
- «Вечеря під скандальним соусом» Н.Саймон
- «Фредерік, або Бульвар Злочину» Е.-Е.Шмітт
- «Шоу триває» на основі зарубіжних хітів ХХ ст.
- «Службовий роман (Глорія)» Ю.Квасниця, А.Багряна
- «Леонардо. Любов, якої не було» К.Брейтбург, Є.Муравйов
- «Естрадний феєрверк», ревю
- «Від щирого серця», концертна програма

Експериментальна сцена
- «Випадок у домі пана Г.» Олена Пчілка
- «Льовушка» А.Крим

Мала сцена
- «Три жарти» («Ведмідь. Освідчення. Ювілей.») А.Чехов
- «Хто боїться Вірджинії Вулф?» Е.Олбі
- «Саме там, саме тоді» Б.Слейд
- «Осіння соната» І.Бергман
- «Холостяки та холостячки» Х.Левін
- «Жіночий клуб» А.Менчелл
- «…перетворилися на білих журавлів» О.Селін
- «Едіт Піаф» Л.Костенко
- «Паніка» М.Мюллюахо

Дитячі вистави
- «Котигорошко» за народною казкою
- «Морозко» за народною казкою
- «Кіт у чоботях» Ш.Перро
- «Пеппі Довгапанчоха» за А.Ліндгрен
- «Принцеси і горошини» Є.Тищук

Театральна вітальня
- «Танго, любове моя!»
- «Чудова сімка та…»
- «Тільки у Львові!»

Червона зала
- «Марія Каллас: життя без любові»